# Julien Martinelli
Julien Martinelli (Schiltigheim, 12 december 1980) is een Franse voetbaldoelman die voor Angers SCO uitkomt.

## Carrière
- 1986-1994: FC Lampertheim (jeugd)
- 1994-1998: RC Strasbourg (jeugd)
- 1998-2004: Niort
- 2004-2005: Angoulême CFC
- 2005-2006: FC Niort
- 2006- ...: Angers SCO